# Bocana incompleta
Bocana incompleta là một loài bướm đêm trong họ Noctuidae.